# Olympische Sommerspiele 1952/Leichtathletik – Hammerwurf (Männer)

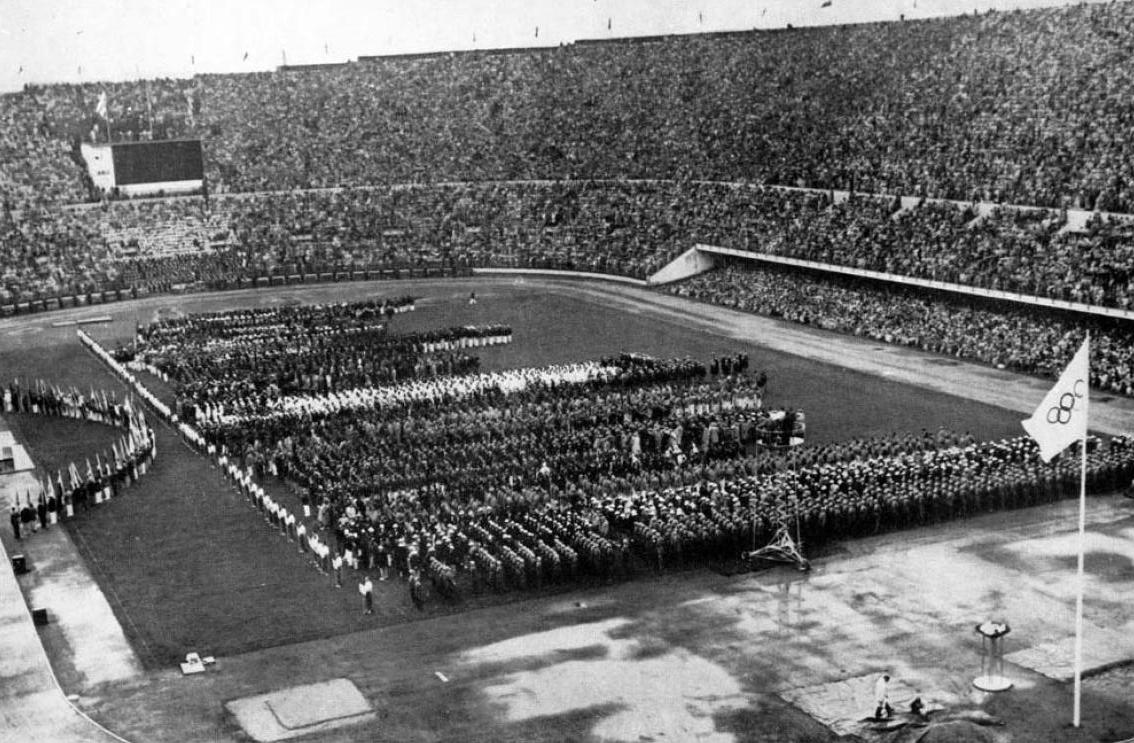
Eröffnungsfeier bei den Olympischen Spielen in Helsinki

Der Hammerwurf der Männer bei den Olympischen Spielen 1952 in Helsinki wurde am 24. Juli 1952 ausgetragen. 33 Athleten nahmen teil.
Olympiasieger wurde der Ungar József Csermák mit einer neuen Weltrekordweite. Er siegte vor dem Deutschen Karl Storch und dem ungarischen Olympiasieger von 1948 Imre Németh.

## Rekorde

### Bestehende Rekorde
| Weltrekord         | 59,88 m | Imre Németh ( Ungarn)        | Budapest, Ungarn           | 19. Mai 1950   |
| Olympischer Rekord | 56,49 m | Karl Hein ( Deutsches Reich) | OS Berlin, Deutsches Reich | 3. August 1936 |

### Rekordverbesserungen
Der bestehende olympische Rekord wurde dreimal verbessert. Die letzte Verbesserung stellte gleichzeitig einen neuen Weltrekord dar. Mit seiner Weite übertraf der ungarische Olympiasieger József Csermák als erster Hammerwerfer die Marke von sechzig Metern.
- 57,20 m – József Csermák (Ungarn), Qualifikation am 24. Juli
- 58,45 m – József Csermák (Ungarn), Finale am 24. Juli, erster Durchgang
- 60,34 m (gleichzeitig Weltrekord) – József Csermák (Ungarn), Finale am 24. Juli, dritter Durchgang

## Durchführung des Wettbewerbs
33 Teilnehmer traten am 24. Juli in zwei Gruppen zu einer Qualifikationsrunde an. Die auf 49,00 Meter festgelegte Qualifikationsweite war so niedrig, dass sie von 25 Athleten – hellblau unterlegt – übertroffen wurde, damit von dreizehn Werfern mehr als der für das Finalfeld eigentlich vorgesehene Mindestzahl. Die in dieser Qualifikation erzielten Resultate wurden nicht für das am Nachmittag desselben Tages angesetzte Finale mitgewertet.
Im Finale hatten alle Teilnehmer zunächst drei Versuche. Die sechs besten Athleten durften dann drei weitere Würfe ausführen.

## Zeitplan
24. Juli, 10:00 Uhr: Qualifikation

24. Juli, 15:00 Uhr: Finale

## Legende
Kurze Übersicht zur Bedeutung der Symbolik – so üblicherweise auch in sonstigen Veröffentlichungen verwendet:
| – | verzichtet |
| x | ungültig   |

## Qualifikation
Datum: 24. Juli 1952, 10:00 Uhr
Anmerkung zu den Versuchsserien in der Qualifikation:
- Die Weiten sind zum größten Teil den Angaben bei Olympedia entnommen.[3] Häufig finden sich dort identische Weiten bei den Versuchen eins und zwei der Werfer. Das kann so der Realität ganz sicher nicht entsprechen, die Angaben können so nicht korrekt sein. Vermutlich gab es stattdessen ungültige oder ausgelassene Versuche oder es wurden andere Weiten erzielt.
- Darüber hinaus differieren in den Quellen die Angaben zur Gruppenzugehörigkeit bei zahlreichen Athleten. In den folgenden Übersichten sind die Zuordnungen aus der Internetseite bei Olympedia übernommen.[3]

### Gruppe A
| Platz | Name                   | Nation           | 1. Versuch | 2. Versuch | 3. Versuch | Weite   | Anmerkung |
| ----- | ---------------------- | ---------------- | ---------- | ---------- | ---------- | ------- | --------- |
| 01    | József Csermák         | Ungarn           | 57,20 m    | –          | –          | 57,20 m | OR        |
| 02    | Ivan Gubijan           | Jugoslawien      | 54,76 m    | –          | –          | 54,76 m |           |
| 03    | Heorhij Dybenko        | Sowjetunion      | x          | 53,70 m    | –          | 53,70 m |           |
| 04    | Jiří Dadák             | Tschechoslowakei | 53,66 m    | –          | –          | 53,66 m |           |
| 05    | Oiva Halmetoja         | Finnland         | 52,55 m    | –          | –          | 52,55 m |           |
| 06    | Constantin Dumitru     | Rumänien         | 50,92 m    | –          | –          | 50,92 m |           |
| 07    | Samuel Felton          | USA              | 50,89 m    | –          | –          | 50,89 m |           |
| 08    | Poul Cederquist        | Dänemark         | 50,77 m    | –          | –          | 50,77 m |           |
| 09    | Duncan Clark           | Großbritannien   | 50,69 m    | –          | –          | 50,69 m |           |
| 10    | Peter Allday           | Großbritannien   | x          | 50,59 m    | –          | 50,59 m |           |
| 11    | Marty Engel            | USA              | x          | 50,00 m    | –          | 50,00 m |           |
| 12    | Rudolf Galin           | Jugoslawien      | 49,98 m    | –          | –          | 49,98 m |           |
| 13    | Bob Backus             | USA              | 49,39 m    | –          | –          | 49,39 m |           |
| 14    | Henri Haest            | Belgien          | 49,08 m    | –          | –          | 49,08 m |           |
| 15    | Fazal Hussain          | Pakistan         | 47,80 m    | 48,36 m    | 45,82 m    | 48,36 m |           |
| 16    | Ewan Douglas           | Großbritannien   | x          | x          | 48,25 m    | 48,25 m |           |
| NM    | Jaime Annexy           | Puerto Rico      | x          | x          | x          | ogV     |           |
| DNS   | Aleksandar Bereč       | Jugoslawien      |            |            |            |         |           |
| DNS   | Nicolae Gurau          | Rumänien         |            |            |            |         |           |
| DNS   | Svend Aage Frederiksen | Dänemark         |            |            |            |         |           |

### Gruppe B
| Platz | Name                | Nation           | 1. Versuch | 2. Versuch | 3. Versuch | Weite   |
| ----- | ------------------- | ---------------- | ---------- | ---------- | ---------- | ------- |
| 01    | Karl Storch         | BR Deutschland   | x          | 55,35 m    | –          | 55,35 m |
| 02    | Sverre Strandli     | Norwegen         | 54,96 m    | –          | –          | 54,96 m |
| 03    | Karl Wolf           | BR Deutschland   | 53,86 m    | –          | –          | 53,86 m |
| 04    | Teseo Taddia        | Italien          | 53,85 m    | –          | –          | 53,85 m |
| 05    | Miloš Máca          | Tschechoslowakei | 53,72 m    | –          | –          | 53,72 m |
| 06    | Imre Németh         | Ungarn           | 53,59 m    | –          | –          | 53,59 m |
| 07    | Mykola Redkin       | Sowjetunion      | x          | 53,58 m    | –          | 53,58 m |
| 08    | Michail Kriwonossow | Sowjetunion      | x          | 51,15 m    | –          | 51,15 m |
| 09    | Reino Kuivamäki     | Finnland         | 47,96 m    | 47,96 m    | 50,58 m    | 50,58 m |
| 10    | Pierre Legrain      | Frankreich       | 49,75 m    | –          | –          | 49,75 m |
| 11    | Lauri Tamminen      | Finnland         | x          | 47,74 m    | 49,05 m    | 49,05 m |
| 12    | Aivo Lucioli        | Italien          | 48,74 m    | –          | –          | 48,74 m |
| 13    | Roger Veeser        | Schweiz          | 47,72 m    | 48,60 m    | x          | 48,60 m |
| 14    | André Osterberger   | Frankreich       | x          | x          | 47,87 m    | 47,87 m |
| 15    | Muhammad Iqbal      | Pakistan         | x          | 47,45 m    | x          | 47,45 m |
| 16    | Arturo Melcher      | Chile            | x          | 41,67 m    | 45,55 m    | 45,55 m |
| DNS   | Bogdan Masłowski    | Polen            |            |            |            |         |
| DNS   | Charles Reidy       | Irland           |            |            |            |         |
| DNS   | Toma Balci          | Türkei           |            |            |            |         |

## Finale und Endresultat
Datum: 24. Juli 1952, 15:00 Uhr
| Platz | Name                | Nation           | 1. Versuch | 2. Versuch | 3. Versuch | 4. Versuch                              | 5. Versuch                              | 6. Versuch                              | Endresultat | Anmerkung |
| ----- | ------------------- | ---------------- | ---------- | ---------- | ---------- | --------------------------------------- | --------------------------------------- | --------------------------------------- | ----------- | --------- |
| 1     | József Csermák      | Ungarn           | 58,45 m OR | 57,28 m    | 60,34 m WR | 49,68 m                                 | x                                       | x                                       | 60,34 m     | WR        |
| 2     | Karl Storch         | BR Deutschland   | 000x       | 56,45 m    | 58,18 m    | 58,86 m                                 | 57,80 m                                 | 58,34 m                                 | 58,86 m     |           |
| 3     | Imre Németh         | Ungarn           | 54,92 m    | 55,05 m    | 56,82 m    | 54,95 m                                 | 57,74 m                                 | 56,30 m                                 | 57,74 m     |           |
| 4     | Jiří Dadák          | Tschechoslowakei | 54,00 m    | 56,81 m    | 000x       | 51,72 m                                 | 55,61 m                                 | 54,04 m                                 | 56,81 m     |           |
| 5     | Mykola Redkin       | Sowjetunion      | 53,08 m    | 56,55 m    | 52,30 m    | 53,55 m                                 | x                                       | 54,16 m                                 | 56,55 m     |           |
| 6     | Karl Wolf           | BR Deutschland   | 56,49 m    | 54,98 m    | 53,79 m    | 53,60 m                                 | x                                       | 56,41 m                                 | 56,49 m     |           |
|       |                     |                  |            |            |            |                                         |                                         |                                         |             |           |
| 7     | Sverre Strandli     | Norwegen         | 56,36 m    | 53,77 m    | 55,07 m    | nicht im Finale der besten sechs Werfer | nicht im Finale der besten sechs Werfer | nicht im Finale der besten sechs Werfer | 56,36 m     |           |
| 8     | Heorhij Dybenko     | Sowjetunion      | 55,03 m    | x          | 53,68 m    | nicht im Finale der besten sechs Werfer | nicht im Finale der besten sechs Werfer | nicht im Finale der besten sechs Werfer | 55,03 m     |           |
| 9     | Ivan Gubijan        | Jugoslawien      | 53,53 m    | 53,82 m    | 54,54 m    | nicht im Finale der besten sechs Werfer | nicht im Finale der besten sechs Werfer | nicht im Finale der besten sechs Werfer | 54,54 m     |           |
| 10    | Teseo Taddia        | Italien          | 000x       | x          | 54,27 m    | nicht im Finale der besten sechs Werfer | nicht im Finale der besten sechs Werfer | nicht im Finale der besten sechs Werfer | 54,27 m     |           |
| 11    | Samuel Felton       | USA              | 53,10 m    | x          | 53,32 m    | nicht im Finale der besten sechs Werfer | nicht im Finale der besten sechs Werfer | nicht im Finale der besten sechs Werfer | 53,32 m     |           |
| 12    | Constantin Dumitru  | Rumänien         | 52,77 m    | x          | 50,62 m    | nicht im Finale der besten sechs Werfer | nicht im Finale der besten sechs Werfer | nicht im Finale der besten sechs Werfer | 52,77 m     |           |
| 13    | Bob Backus          | USA              | 000x       | 52,11 m    | 000x       | nicht im Finale der besten sechs Werfer | nicht im Finale der besten sechs Werfer | nicht im Finale der besten sechs Werfer | 52,11 m     |           |
| 14    | Reino Kuivamäki     | Finnland         | 51,58 m    | x          | 51,59 m    | nicht im Finale der besten sechs Werfer | nicht im Finale der besten sechs Werfer | nicht im Finale der besten sechs Werfer | 51,58 m     |           |
| 15    | Miloš Máca          | Tschechoslowakei | 51,78 m    | 46,89 m    | 48,99 m    | nicht im Finale der besten sechs Werfer | nicht im Finale der besten sechs Werfer | nicht im Finale der besten sechs Werfer | 51,78 m     |           |
| 16    | Poul Cederquist     | Dänemark         | 000x       | 46,58 m    | 51,60 m    | nicht im Finale der besten sechs Werfer | nicht im Finale der besten sechs Werfer | nicht im Finale der besten sechs Werfer | 51,60 m     |           |
| 17    | Rudolf Galin        | Jugoslawien      | 51,37 m    | x          | 50,21 m    | nicht im Finale der besten sechs Werfer | nicht im Finale der besten sechs Werfer | nicht im Finale der besten sechs Werfer | 51,37 m     |           |
| 18    | Duncan Clark        | Großbritannien   | 51,07 m    | x          | 48,95 m    | nicht im Finale der besten sechs Werfer | nicht im Finale der besten sechs Werfer | nicht im Finale der besten sechs Werfer | 51,07 m     |           |
| 19    | Oiva Halmetoja      | Finnland         | 50,75 m    | 50,82 m    | 000x       | nicht im Finale der besten sechs Werfer | nicht im Finale der besten sechs Werfer | nicht im Finale der besten sechs Werfer | 50,82 m     |           |
| 20    | Lauri Tamminen      | Finnland         | 000x       | x          | 50,05 m    | nicht im Finale der besten sechs Werfer | nicht im Finale der besten sechs Werfer | nicht im Finale der besten sechs Werfer | 50,05 m     |           |
| 21    | Peter Allday        | Großbritannien   | 44,20 m    | 49,70 m    | 000x       | nicht im Finale der besten sechs Werfer | nicht im Finale der besten sechs Werfer | nicht im Finale der besten sechs Werfer | 49,70 m     |           |
| 22    | Henri Haest         | Belgien          | 000x       | 48,78 m    | 48,50 m    | nicht im Finale der besten sechs Werfer | nicht im Finale der besten sechs Werfer | nicht im Finale der besten sechs Werfer | 48,78 m     |           |
| 23    | Pierre Legrain      | Frankreich       | 44,83 m    | x          | 46,38 m    | nicht im Finale der besten sechs Werfer | nicht im Finale der besten sechs Werfer | nicht im Finale der besten sechs Werfer | 46,38 m     |           |
| NM    | Marty Engel         | USA              | 000x       | x          | 000x       | nicht im Finale der besten sechs Werfer | nicht im Finale der besten sechs Werfer | nicht im Finale der besten sechs Werfer | ogV         |           |
| NM    | Michail Kriwonossow | Sowjetunion      | 000x       | x          | 000x       | nicht im Finale der besten sechs Werfer | nicht im Finale der besten sechs Werfer | nicht im Finale der besten sechs Werfer | ogV         |           |

Im Finale standen sich drei Athleten gegenüber, denen gute Chancen für den Olympiasieg eingeräumt wurden. Der Olympiasieger der letzten Spiele, gleichzeitig Weltrekordhalter, Imre Németh wurde vom Deutschen Karl Storch und vom amtierenden Europameister Sverre Strandli (NOR) herausgefordert. Doch es war Némeths Teamkamerad József Csermák, der gleich zu Beginn des Finals in Führung ging. Im dritten Versuch übertraf er dann mit 60,34 m als erster Werfer überhaupt die 60-Meter-Marke, was natürlich Weltrekord bedeutete. Damit gewann er die Goldmedaille vor Storch und Németh. Strandli war nicht in Bestform und verpasste den Sprung unter die besten sechs Athleten.
József Csermák war der erste Hammerwerfer, der über 60 Meter warf.
Im Finale übertrafen die ersten fünf Teilnehmer Karl Heins bisherigen Olympiarekord von 56,49 m. Auch der Sechste, Karl Wolf, erzielte noch exakt diese Weite.

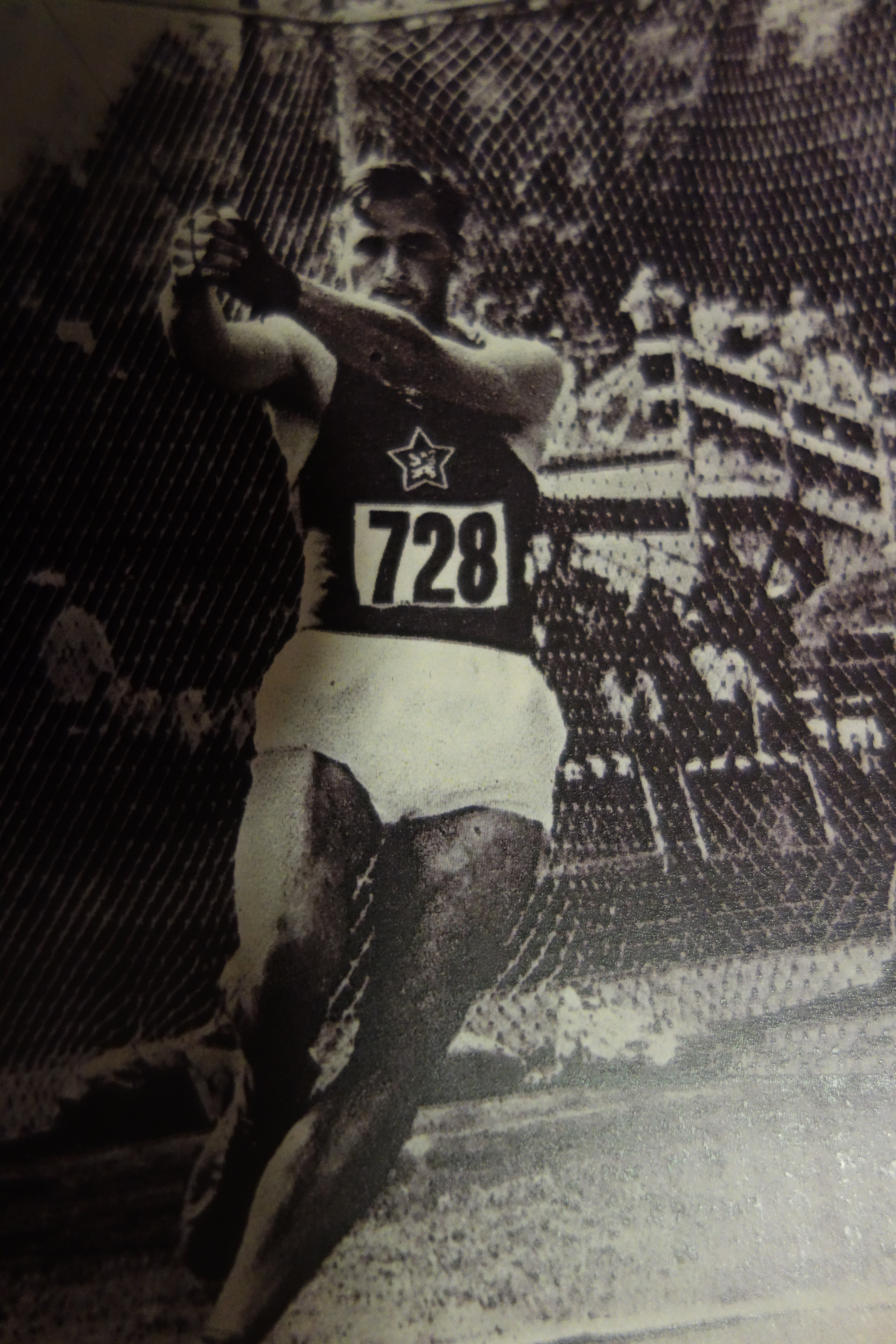
Jiří Dadák belegte Rang vier
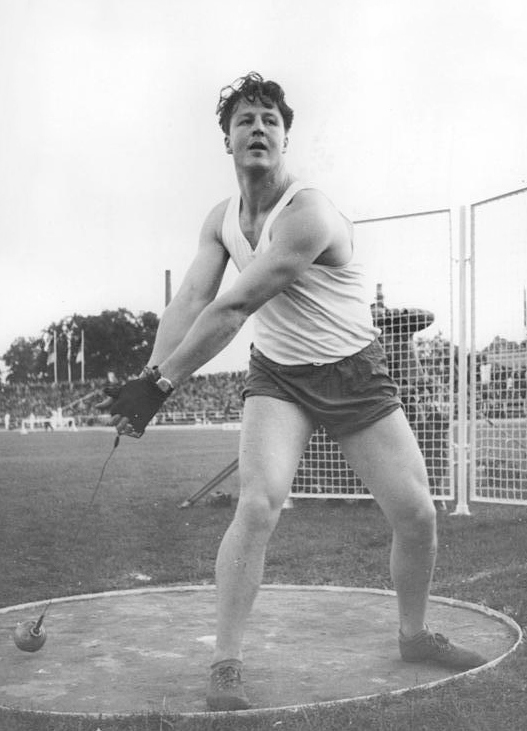
Der amtierende Europameister Sverre Strandli kam hier auf den siebten Platz
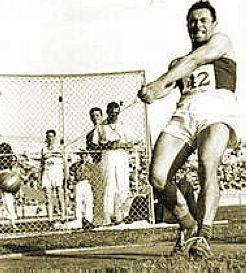
Ivan Gubijan erreichte Platz neun

## Video
- Csermák József, youtube.com, abgerufen am 28. September 2017